# WNT4
WNT4 (wingless-type MMTV integration site family, member 4) is een gen dat het cysteïnerijk secretorisch glycoproteïne WNT4 codeert die dienen voor intercellulaire communicatie. Het gen uit de WNT-genfamilie bevindt zich bij de mens op loci 1p36.12 van chromosoom 1. Bij muizen bevindt Wnt4 zich op chromosoom 4.
Genexpressie van WNT4 zet de tubulogenese van de nieren in gang.
Het signaalmolecuul is cruciaal in de cascade van vrouwelijke geslachtsbepaling. Bij beide geslachten zet het aan tot de ontwikkeling van de gang van Müller die zich bij vrouwen daarna ontwikkelt tot de vrouwelijke geslachtsorganen.

## Aandoeningen
Deletie van het gen leidt tot vermannelijking van 46,XX-karyotypes. Overexpressie van WNT4 leidt tot up-regulatie van DAX1, resulterend in een XY-vrouwelijk fenotype. Mutaties van het gen kunnen dus geslachtsomkering tot gevolg hebben.
Heterozygote mutaties kunnen aanleiding zijn tot het syndroom van Mayer-Rokitansky-Küster waarbij vrouwen worden geboren zonder baarmoeder en vagina. Dit kan gepaard gaan met hyperandrogenisme met hevige acne en een toename van testosteron.